# Vetenskapsåret 1871

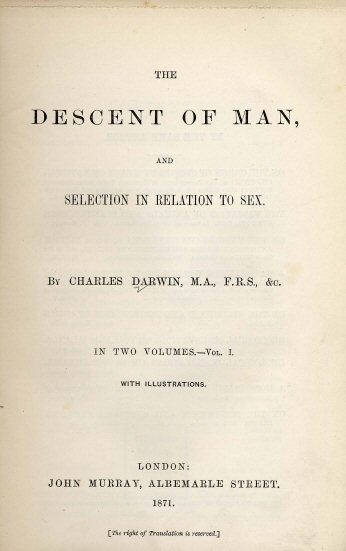
Titelsidan till första utgåvan av Darwins The Descent of Man.

## Händelser
- Alexander von Humboldt publicerar Kosmos – Entwurf einer physischen Weltbeschreibung (utkast till en fysisk världsbeskrivning).
- Charles Darwin publicerar The Descent of Man and Selection in Relation to Sex.
- Skånska Cement AB grundas i Lomma på initiativ av Otto Fahnehjelm och börjar året därpå att tillverka Portlandcement.

## Pristagare
- Copleymedaljen: Julius Robert von Mayer, tysk läkare och fysiker.
- Wollastonmedaljen: Andrew Ramsay, brittisk geolog. [1]

## Födda
- 30 augusti - Ernest Rutherford, (död1937), nyzeeländsk-brittisk atomfysiker, Nobelpristagare.

## Avlidna
- 25 januari - Jeanne Villepreux-Power (född 1794), fransk marinbiolog.
- 11 maj - John Herschel (född 1792), engelsk matematiker och astronom.
- 9 juni - Anna Atkins, engelsk botaniker.
- 18 oktober - Charles Babbage (född 1791), engelsk matematiker och konstruktör av räknemaskiner.
- 7 november - Adolph Strecker (född 1822), tysk kemist.

### Fotnoter
1. ↑  ”Geological Society”. Arkiverad från originalet den 5 juni 2011. https://web.archive.org/web/20110605102217/http://www.geolsoc.org.uk/gsl/society/history/page750.html. Läst 13 april 2011.